# Église Saint-Loup de Rillé
Pour les articles homonymes, voir Église Saint-Loup.
L'église Saint-Loup de Rillé est une église paroissiale située dans la commune de Rillé, dans le département français d'Indre-et-Loire.
Si une partie de la nef date du XIe siècle, des campagnes d'agrandissement et de modification se succèdent jusqu'au XVIe siècle. L'église est inscrite comme monument historique en 1937.

## Localisation
L'église se situe à l'est du bourg de Rillé. Avant son assèchement définitif au XVIIIe siècle, l'étang de Rillé s'avançait jusqu'au pied de l'église. 

## Histoire
Au XIe siècle, un prieuré est fondé à Rillé ; il dépend de l'abbaye de Marmoutier. Son église, composée d'une nef et probablement d'une abside, est profondément modifiée au cours des siècles suivants.
Au XIIe siècle, un transept accompagné de deux absidioles disparues depuis est accolé à l'est de la nef du siècle précédent. Au début du XIIIe siècle, c'est un collatéral qui est construit au nord de la nef, destiné au culte de saint Urbain.
Deux siècles plus tard, une sacristie est construite sur la façade occidentale de l'église, dont l'entrée est protégée par un porche ; les percements de la nef sont modifiés ; à la même époque, le clocher est surélevé et pourvu de contreforts. Au XVIe siècle a lieu la reprise des voûtes du collatéral.
L'édifice bénéficie d'une restauration partielle au XIXe siècle. Il est inscrit comme monument historique par arrêté du 1er février 1937.

## Description

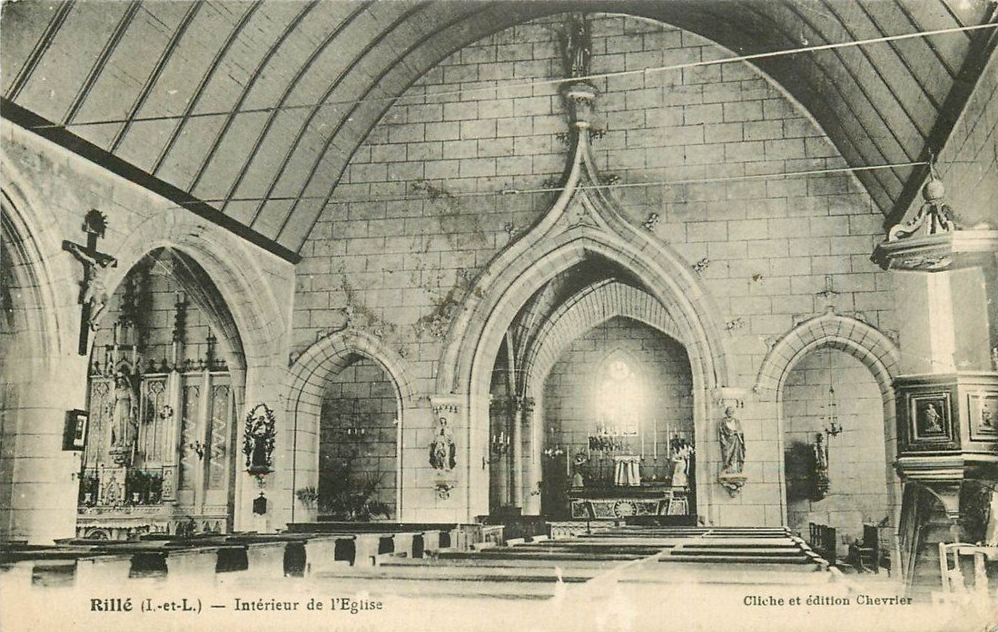
Vue intérieure de l'église.

Le portail de l'église, sur son pignon occidental, est protégé par un porche que côtoie une sacristie de même profondeur.
Derrière la sacristie s'élève un clocher sur plan carré surélevé au XVe siècle et doté de contreforts d'angle. Son beffroi est percé de baies géminées sur chacune de ses faces et une flèche octogonale le couronne..
Le mur méridional de la nef maçonné en petit appareil irrégulier porte encore la trace d'une fenêtre en plein cintre qui a appartenu, comme cette partie de l'église, à l'édifice roman. Cette petite ouverture a laissé place à de grandes baies de style gothique flamboyant. La nef est couverte en charpente intérieurement masquée par un lambris moderne.
Du côté gauche de la nef, un collatéral s'étend entre le clocher et le bras nord du transept ; composé de deux travées voûtées en ogives, il s'ouvre dans la nef par deux grandes arcatures en plein cintre.
Le transept du XIIe siècle se compose d'un carré voûté en croisée d'ogives et de deux bras en berceau brisé. L'emplacement de l'absidiole méridionale reste visible extérieurement : c'est un grand arc appareillé dans le mur oriental du transept.
Au-delà du transept, le chœur, désaxé, est voûté en berceau brisé ; il se termine par un chevet plat percé de trois baies en tiers-point.

## Pour en savoir plus